# Kappenventil
Ein Kappenventil ist ein Ventil, das mit einer Kappe über dem Betätigungsgriff gegen unbeabsichtigtes Schließen gesichert ist.  Häufig wird die Kappe noch zusätzlich durch eine Plombe fixiert. 

Das Kappenventil wird nach DIN EN 12828 in Heizungsanlagen, Solar- oder Kühlsystemen zwischen dem Membrandruckausdehnungsgefäß (MAG) und dem Wärmeträger eingebaut und ist im normalen Betrieb der Anlage geöffnet. 

Der freie Flüssigkeitsstrom zum MAG ist für den sicheren Betrieb der Anlage unabdingbar, denn das MAG fängt die Volumenänderungen auf, die im Wärmeträger durch Erwärmung und Abkühlung entstehen.
Die Kappe sorgt dafür, dass die Verbindung nicht unbeabsichtigt geschlossen wird, indem: 
- erst nach dem Abnehmen der Kappe das Ventil bewegt werden kann, wobei dazu ein zusätzliches geeignetes Werkzeug erforderlich ist.
- die Kappe abschließend nur aufgesetzt werden kann, wenn das Ventil geöffnet ist.

## Funktion
Bei den regelmäßigen Funktionsprüfungen des MAG (Prüfen und Einstellen des Vordruckes) oder bei seinem Austausch kann das Kappenventil geschlossen werden. An der meistens am Kappenventil vorhandenen Entwässerungsschraube kann es entleert (drucklos gemacht) werden.
Beim Spülen sowie bei der Dichtheitsprüfung der Heizungsanlage sollte es geschlossen werden, um die Membran im Druckausgleichsgefäß vor dem hohen Prüfdruck zu schützen.